# Kysucké Beskydy
Kysucké Beskydy este o arie protejată (arie specială de conservare — SAC, sit de importanță comunitară — SCI) din Slovacia întinsă pe o suprafață de 7.000,94 ha, integral pe uscat.

## Localizare
Centrul sitului Kysucké Beskydy este situat la coordonatele 49°22′11″N 19°01′53″E / 49.369789°N 19.031464°E.

## Înființare
Situl Kysucké Beskydy a fost declarat sit de importanță comunitară în aprilie 2004 pentru a proteja 3 specii de plante și 19 specii de animale. Situl a fost protejat și ca arie specială de conservare în martie 2004.

## Biodiversitate
Situată în ecoregiunea alpină, aria protejată conține 12 habitate naturale: Fânețe de joasă altitudine (Alopecurus pratensis, Sanguisorba officinalis), Păduri de fag Asperulo-Fagetum, Liziere de ierburi înalte hidrofile de câmpie și de nivel montan până la alpin, Mlaștini alcaline, Peșteri inaccesibile publicului, Păduri de fag subalpine medio-europene cu Acer și Rumex arifolius, Păduri pe pante, grohotișuri și ravene de Tilio-Acerion, Păduri de fag Luzulo-Fagetum, Păduri aluvionare cu Alnus glutinosa și Fraxinus excelsior (Alno-Padion, Alnion incanae, Salicion albae), Fânețe montane, Izvoare petrifiante cu formare de travertin (Cratoneurion), Formațiuni ierboase bogate în specii de Nardus, dezvoltate pe substraturi silicioase în zone montane (și în zone submontane, în Europa continentală).
La baza desemnării sitului se află mai multe specii protejate:
- plante (3): Buxbaumia viridis, Campanula serrata, Tozzia carpathica
- păsări (8): fâsă de pădure (Anthus spinoletta), mugurar roșu (Carpodacus erythrinus), lebădă de vară (Cygnus olor), presură de stuf (Emberiza schoeniclus), pescăruș râzător (Larus ridibundus), potârniche (Perdix perdix), cocoș de mesteacăn (Tetrao tetrix), spârcaci (Tetrax tetrax)
- amfibieni (2): izvoraș-cu-burta-galbenă (Bombina variegata), Triturus montandoni
- mamifere (5): lupul (Canis lupus), vidră de râu (Lutra lutra), râs eurasiatic (Lynx lynx), liliac comun (Myotis myotis), urs brun (Ursus arctos)
- nevertebrate (3): Carabus variolosus, Cucujus cinnaberinus, phengaris nausithous (Maculinea nausithous)
- pești (1): zglăvoacă (Cottus gobio)

Pe lângă speciile protejate, pe teritoriul sitului au mai fost identificate 38 de specii de plante, 6 specii de amfibieni, 20 de specii de mamifere, 14 specii de nevertebrate, 1 specie de pești, 6 specii de reptile.